# Tulcus amazonicus
Tulcus amazonicus là một loài bọ cánh cứng trong họ Cerambycidae.